# Ophthalmis leucisca
Ophthalmis leucisca är en fjärilsart som beskrevs av Jordan 1912. Ophthalmis leucisca ingår i släktet Ophthalmis och familjen nattflyn. Inga underarter finns listade i Catalogue of Life.